# 남양중학교 (경기)
남양중학교(南陽中學校)는 대한민국 경기도 화성시 남양읍 남양리에 있는 공립 중학교이다.

## 학교 연혁
- 1953년 4월 22일 : 남양중학교 6학급 설립인가(개교)
- 1953년 7월 26일 : 초대 염태환 교장 취임
- 1979년 3월 1일 : 중.고 분리
- 2004년 3월 1일 : 현 신축학교 이전
- 2023년 1월 6일 : 제70회 졸업 (152명, 졸업생 누계 13,544명)
- 2023년 3월 1일 : 제31대 이택규 교장 취임

## 참고 자료
- 남양중학교 - 한국교육학술정보원 학교알리미